# Canelo constrictus
Canelo constrictus är en fjärilsart som beskrevs av Frederick H. Rindge 1983. Canelo constrictus ingår i släktet Canelo och familjen mätare. Inga underarter finns listade i Catalogue of Life.